# Daisendorf
Daisendorf es un municipio alemán de unos 1.500 habitantes perteneciente al distrito del lago de Constanza en el estado federado de Baden-Wurtemberg.